# Mohan Prakash Mathur
Mohan Prakash Mathur (* 19. Juli 1908; † unbekannt) war ein indischer Diplomat.

## Leben
Nach seinem Studium an der Edinburgh University war er zunächst in Unternehmen in Jaipur tätig. Er wurde in den Indian Foreign Service aufgenommen und arbeitete in den 1950er Jahren unter anderem an den indischen Botschaften in Paris und Rangun. 1961 wurde er zum Botschafter Indiens in der Tschechoslowakei berufen und blieb bis 1966 auf diesem Posten in Prag.
| Vorgänger | Amt                                     | Nachfolger         |
| --------- | --------------------------------------- | ------------------ |
| —         | indischer Botschafter in Prag 1961–1966 | Jagan Nath Dhamija |